# Rada Ogrodów Botanicznych i Arboretów w Polsce
Rada Ogrodów Botanicznych i Arboretów w Polsce – organizacja koordynująca całokształt działalności ogrodów botanicznych i arboretów w skali ogólnopolskiej. Działająca od 1972 roku jako sekcja Polskiego Towarzystwa Botanicznego, a od 2011 roku jako stowarzyszenie rejestrowe, zrzeszające przedstawicieli polskich ogrodów botanicznych i tworzące tzw. krajową sieć ogrodów. Członkami organizacji są dyrektorzy oraz kierownicy polskich ogrodów botanicznych (w tym także ogrodów wyspecjalizowanych, m.in. arboretów, palmiarni, ogrodów roślin leczniczych, ogrodów górskich etc.) lub ich jednostek organizacyjnych. Rada inicjuje, obejmuje patronatem i podejmuje wspólne badania naukowe, monitoruje uprawę ex situ gatunków rzadkich i zagrożonych w skali kraju, tworzy regionalne banki nasion, planuje wspólną strategię rozwoju; przygotowuje i udostępnia programy dydaktyczne i edukacyjne ogrodom botanicznym zrzeszonym w sieci. Podejmuje również działania interwencyjne dla obrony interesów ogrodów botanicznych oraz ochrony zasobów przyrodniczych, a także opiniuje tworzenie nowych ogrodów botanicznych w Polsce.

## Historia
20 września 1972 roku podczas jubileuszowego zjazdu Polskiego Towarzystwa Botanicznego w Warszawie z inicjatywy doc. dr Ludmiły Karpowiczowej podjęto jednomyślnie uchwałę o powołaniu Rady Ogrodów Botanicznych i Arboretów w Polsce jako sekcji w strukturze Polskiego Towarzystwa Botanicznego. Skupiała ona kierowników ogrodów botanicznych. Początkowo liczyła ona 12 członków. Podczas pierwszego zebrania Rady Ogrodów Botanicznych i Arboretów w Polsce, które odbyło się 17 lutego 1973 roku, na przewodniczącą wybrano doc. dr L. Karpowiczową, a jej zastępcą został dr J. Tumiłowicz. Po śmierci doc. Karpowiczowej wybrano nowy zarząd w skład którego weszli: doc. dr hab. A. Łukasiewicz (przewodniczący) oraz doc. dr hab. W. Bugała (wiceprzewodniczący) i doc. dr hab. A. Doroszewska (wiceprzewodnicząca). W 1974 roku na wniosek Rady Ogrodów Botanicznych i Arboretów w Polsce skierowany do Wydziału II Nauk Biologicznych PAN powyższą Radę uznano pismem z dnia 29 stycznia 1974 r. jako Komisję Ogrodów Botanicznych działającą przy Komitecie Botaniki Polskiej Akademii Nauk (16 członków). Od 1996 roku Rada Ogrodów Botanicznych w Polsce funkcjonowała jako niezależna Federacja Ogrodów Botanicznych [Instytucja reprezentowana przez dyrektorów lub kuratorów ogrodów (35 członków)]. W roku 2011 Radę przekształcono w stowarzyszenie rejestrowe pod nazwą „Rada Ogrodów Botanicznych i Arboretów w Polsce” złożone z członków zwyczajnych, wspierających i honorowych, które swoją siedzibę ma w Śląskim Ogrodzie Botanicznym w Mikołowie.
Stowarzyszenie jest obecnie jedną z 23 europejskich krajowych sieci ogrodów botanicznych i reprezentuje polskie ogrody botaniczne w organizacjach międzynarodowych takich jak:
- Botanic Gardens Conservation International(inne języki) (BGCI) – organizacja członkowska reprezentująca ogrody botaniczne w ponad 100 krajach na całym świecie. Jest to niezależna brytyjska organizacja charytatywna założona w 1987 roku w celu połączenia ogrodów botanicznych świata w globalną sieć na rzecz ochrony roślin[4];
- European Botanic Gardens Consortium (EBGC)[5] – konsorcjum tworzone od 1994 przez krajowe sieci ogrodów botanicznych obejmujące w sumie ponad 900 tego typu placówek. Jego celem jest planowanie inicjatyw dotyczących ogrodów botanicznych w skali europejskiej, szczególnie pod kątem wdrażania Konwencji o różnorodności biologicznej oraz innych strategii europejskich. Konsorcjum skupia przedstawicieli krajowych sieci ogrodów botanicznych z krajów członkowskich UE, Islandii, Norwegii, Serbii, Szwajcarii i Wielkiej Brytanii. Spotkania Konsorcjum odbywają się dwukrotnie w ciągu roku, zarówno stacjonarnie w ogrodach członkowskich, jak również w trybie elektronicznym (organizatorem jest BGCI)[6];
- International Association of Botanic Gardens (IABG)[7] – organizacja członkowska utworzona w 1954 r. jako podkomisja Międzynarodowej Unii Nauk Biologicznych (IUBS), która zorganizowała kolokwium na temat „Naukowej organizacji ogrodów botanicznych” podczas VIII Międzynarodowego Kongresu Botanicznego w Paryżu w dniach 4–6 czerwca 1953 r.[8]

Rada Ogrodów Botanicznych i Arboretów współorganizowała konferencje oraz sympozja międzynarodowych sieci Botanic Gardens in the Baltic Sea Region oraz uczestniczyła m.in. w pracach związanych z organizacją Światowego Kongresu Edukacyjnego BGCI. Stowarzyszenie wspólnie z wybranym ogrodem co roku organizuje również zjazd ogrodów botanicznych i arboretów połączony z konferencją naukową.

## Władze
Posiedzenia Rady Ogrodów Botanicznych i Arboretów w Polsce odbywają się minimum raz w roku, przewodniczy im dr Grażyna Szymczak. Siedziba stowarzyszenia mieści się w Mikołowie, od 2013 roku biurem Rady Ogrodów Botanicznych i Arboretów w Polsce kieruje Damian Matynia.

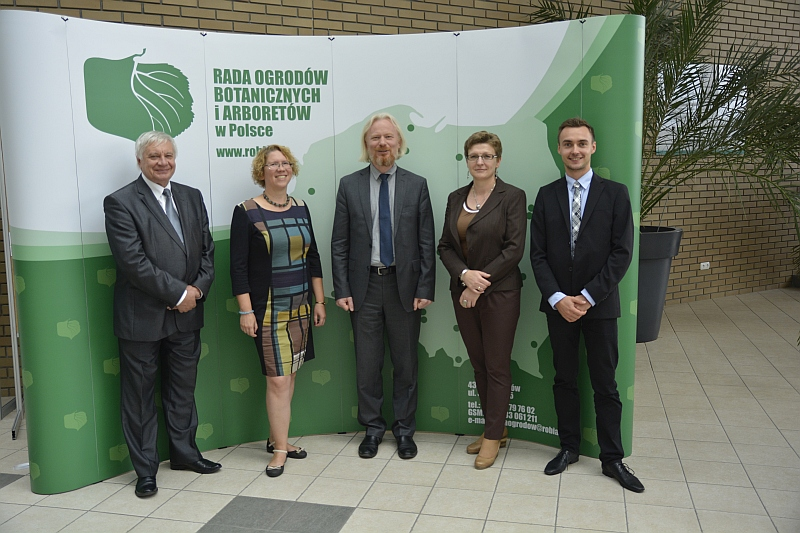
Władze Stowarzyszenia (na zdjęciu od lewej: Jerzy Puchalski, Justyna Wiland-Szymańska, Paweł Kojs, Grażyna Szymczak, Damian Matynia)

### Zarząd
[kadencja 2023-2026]
- Prezes – dr Grażyna Szymczak (Dyrektor Ogrodu Botanicznego Uniwersytetu Marii Curie-Skłodowskiej w Lublinie)
- Wiceprezes – dr hab. Justyna Wiland-Szymańska, prof. UAM (Dyrektor Ogrodu Botanicznego Uniwersytetu im. Adama Mickiewicza w Poznaniu)
- Wiceprezes – dr Dorota Mańkowska (Naczelnik Ogrodu Botanicznego w Łodzi)
- Sekretarz – Damian Matynia (Śląski Ogrod Botaniczny w Mikołowie oraz PAN Ogród Botaniczny – Centrum Zachowania Różnorodności Biologicznej w Powsinie)
- Członek Zarządu – dr Paweł Kojs (Dyrektor Śląskiego Ogrodu Botanicznego w Mikołowie)
- Członek Zarządu – mgr inż. Andrzej Przewłocki (Nadleśniczy Nadleśnictwa Kaliska – Ogrodu Dendrologicznego i Gospodarstwa Szkółkarskiego Wirty)
- Członek Zarządu – mgr inż. Piotr Banaszczak (Kierownik Arboretum SGGW w Rogowie).

### Komisja Rewizyjna
[kadencja 2023-2026]
- dr Agnieszka Zawisza-Raszka (dyrektor Miejskiego Ogrodu Botanicznego w Zabrzu)
- mgr inż. Katarzyna Socha (kierownik Ogrodu Botanicznego Geonatura Kielce)
- dr hab. Michał Węgrzyn, prof. UJ (z-ca dyrektora Instytutu Botaniki ds. Ogrodu Botanicznego Uniwersytetu Jagiellońskiego)

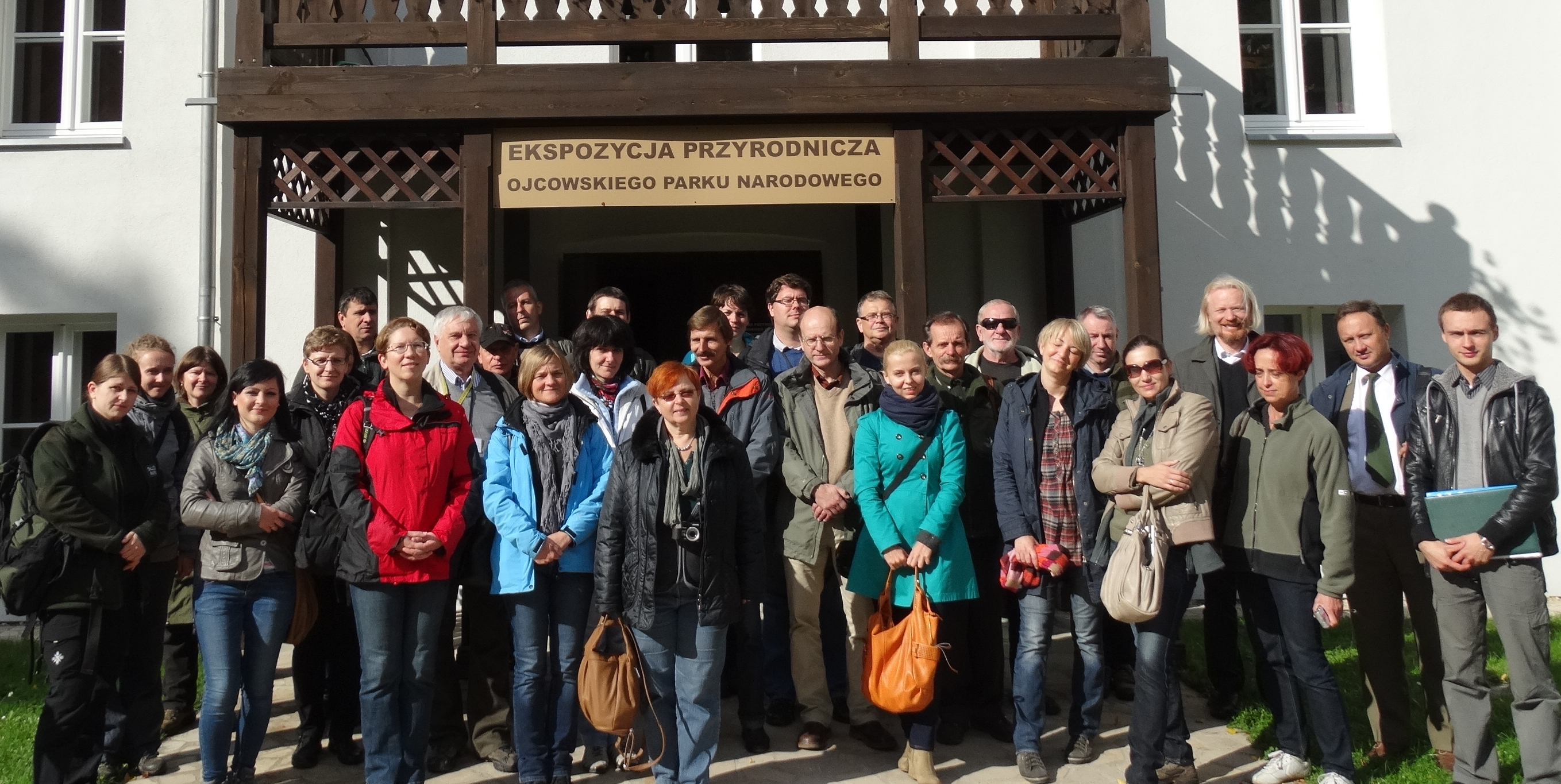
XLII Zjazd Ogrodów Botanicznych, Ojców 2013

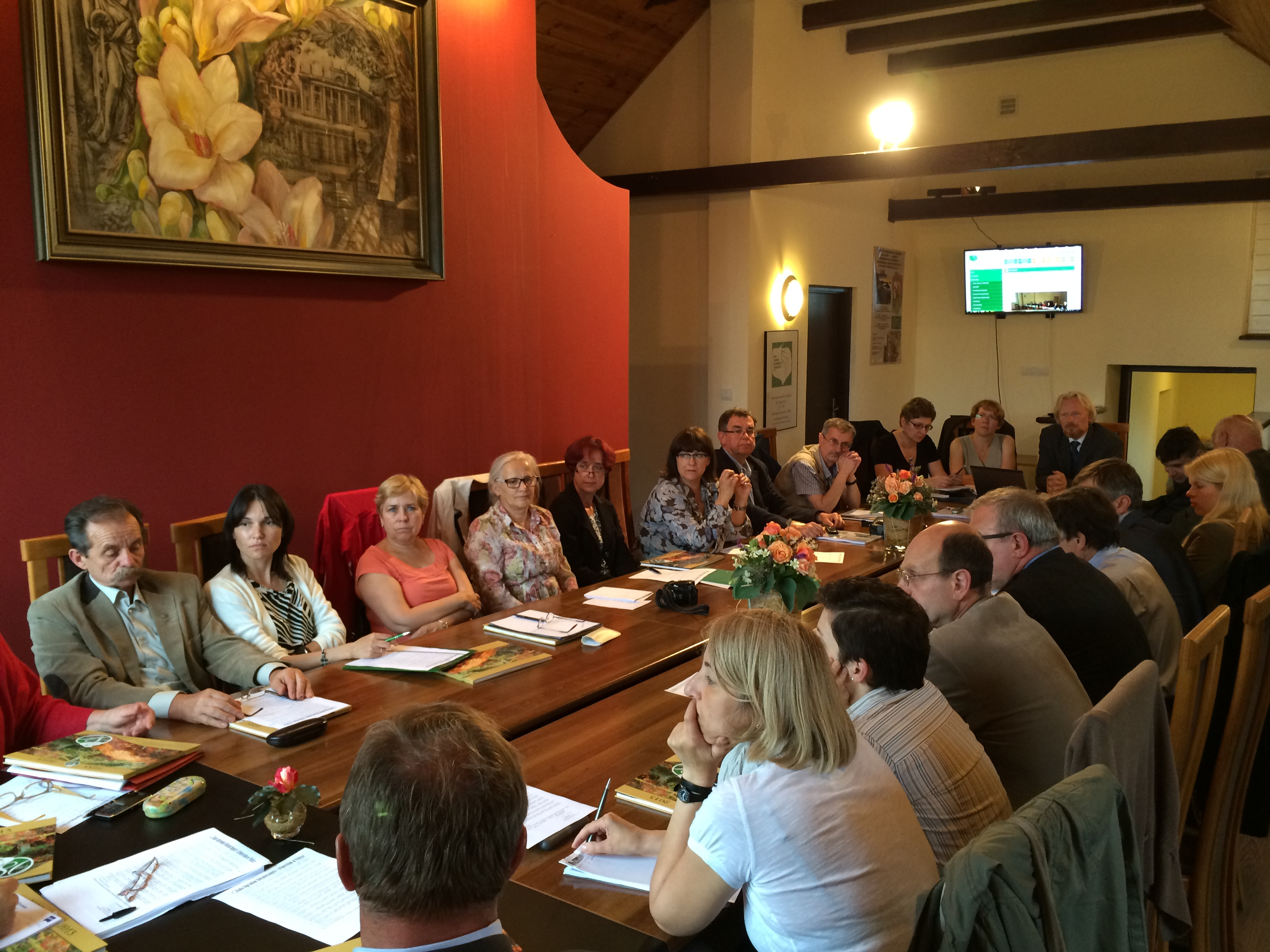
XLIII Zjazd Ogrodów Botanicznych, Powsin 2014

## Cele i zadania
Stowarzyszenie powołano w celu:

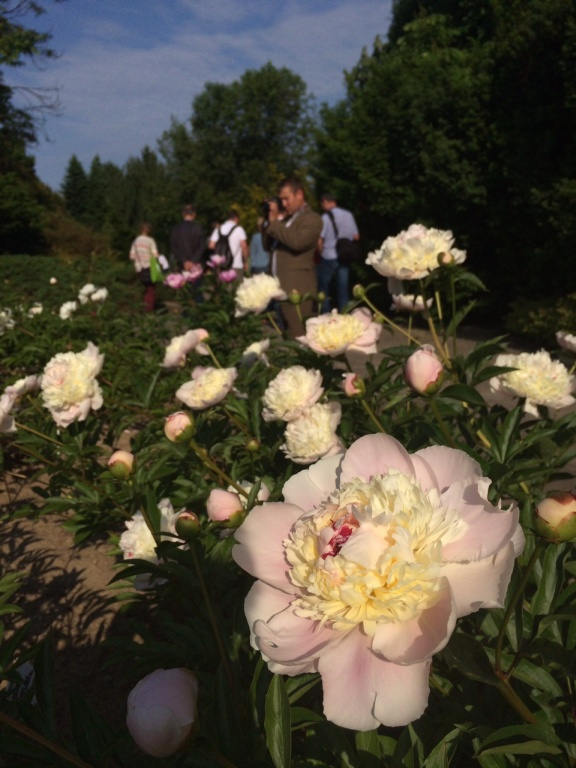
XLIV Zjazd Ogrodów Botanicznych, Lublin 2015

- udzielania pomocy i wspomagania rozwoju ogrodów botanicznych, a także koordynowania ich działalności. Organizacja stawia przed sobą zadania inicjowania i wspierania nowych kierunków rozwoju ogrodów botanicznych,
- inicjowania i podejmowania wspólnych badań związanych z programem działalności ogrodów botanicznych oraz specjalnego rodzaju ogrodów, a zwłaszcza nad ochroną ‘ex situ’ zagrożonych gatunków roślin w Polsce i na świecie oraz planowania wspólnej strategii rozwoju ogrodów botanicznych,
- występowania w imieniu krajowych ogrodów botanicznych oraz specjalnego rodzaju ogrodów do państwowych, rządowych i samorządowych organów administracyjnych w sprawach związanych z ich funkcjonowaniem i rozwojem, a w szczególności czynnego włączania się do opracowywania aktów legislacyjnych i rozporządzeń dotyczących tych ogrodów botanicznych oraz ochrony przyrody i środowiska,
- członkostwa i reprezentowania polskich ogrodów botanicznych oraz specjalnego rodzaju ogrodów w międzynarodowych organizacjach związanych z ich działalnością, np. w European Botanic Gardens Consortium (EBGC), Botanic Gardens Conservation International (BGCI), International Association of Botanic Gardens (IABG), i ich regionalnych oddziałach,
- przygotowania wspólnych programów dydaktycznych, edukacyjnych i popularyzacyjnych oraz ich wymiany i doskonalenia,
- organizowania zjazdów, konferencji i sesji naukowych poświęconych tematyce działalności ogrodów botanicznych oraz specjalnego rodzaju ogrodów,
- szkolenia personelu naukowego i pomocniczego ogrodów w zakresie specjalistycznych zagadnień związanych z prawidłowym funkcjonowaniem ogrodów,

- podejmowania działań interwencyjnych dla obrony interesów ogrodów botanicznych i specjalnego rodzaju ogrodów oraz ochrony ich zasobów przyrodniczych i majątkowych, a także w sprawach zagrożenia żywych zasobów przyrody w kraju i na świecie,

- inicjowania wydawnictw dotyczących ogrodów botanicznych oraz specjalnego rodzaju ogrodów, ich wspólnego opracowywania i publikowania,
- udzielania konsultacji i opinii dotyczących metodyki prowadzenia kolekcji i ekspozycji roślinnych w ogrodach oraz w sprawach związanych z tworzeniem nowych ogrodów botanicznych oraz specjalnego rodzaju ogrodów, w tym z ich projektowaniem i zakładaniem oraz opracowywaniem programów działalności oraz przekazywaniem materiału roślinnego,
- inicjowania współpracy z ogrodami botanicznymi za granicą oraz innymi organizacjami zrzeszającymi ogrody w różnych krajach i regionach ponadkrajowych, a także z międzynarodowymi organizacjami i agencjami zajmującymi się ochroną bioróżnorodności świata roślin.

## Przewodniczący i Prezesi
|  | od 2020 dr Grażyna Szymczak (dyrektor Ogrodu Botanicznego Uniwersytetu Marii Curie-Skłodowskiej w Lublinie) – Prezes Zarządu Stowarzyszenia pod nazwą „Rada Ogrodów Botanicznych i Arboretów w Polsce”                                                                                 |
|  | 2011–2020 dr Paweł Kojs (dyrektor Śląskiego Ogrodu Botanicznego w Mikołowie, dyrektor PAN Ogrodu Botanicznego – CZRB w Powsinie) – Przewodniczący Rady w latach 2011–2012, Prezes Zarządu Stowarzyszenia pod nazwą „Rada Ogrodów Botanicznych i Arboretów w Polsce” w latach 2012–2020 |
|  | 1996-2011 prof. dr hab. Jerzy Puchalski (dyrektor PAN Ogrodu Botanicznego-CZRB w Warszawie – Powsinie) – Przewodniczący |
|  | 1973-1996 prof. dr hab. Aleksander Łukasiewicz (dyrektor Ogrodu Botanicznego UAM w Poznaniu) – Przewodniczący |
|  | 1972–1973 doc. dr Ludmiła Karpowiczowa (dyrektor Ogrodu Botanicznego Uniwersytetu Warszawskiego) – Przewodnicząca |

## Ogrody botaniczne reprezentowane w stowarzyszeniu (stan na 1 grudnia 2023 r.)[9]

Lokalizacja ogrodów botanicznych w Polsce (stan na 18.05.2023 r.)

1. Śląski Ogród Botaniczny w Radzionkowie, ul. Księżogórska 90a, 41-922 Radzionków (śląskie)
2. Śląski Ogród Botaniczny w Mikołowie, ul. Sosnowa 5, 43-190 Mikołów (śląskie)
3. Podlaski Ogród Botaniczny, Koryciny 73B, 17-315 Grodzisk (podlaskie)
4. Polska Akademia Nauk Ogród Botaniczny – Centrum Zachowania Różnorodności Biologicznej w Powsinie, ul. Prawdziwka 2, 02-973 Warszawa (mazowieckie)
5. Palmiarnia Poznańska, ul. Matejki 18, 60-767 Poznań (wielkopolskie)
6. Ogród Roślin Leczniczych Uniwersytetu Medycznego we Wrocławiu Al. Jana Kochanowskiego 10, 51-61 Wrocław (dolnośląskie)
7. Ogród Roślin Leczniczych Instytutu Włókien Naturalnych i Roślin Zielarskich, ul. Kolejowa 2, 62-064 Plewiska (wielkopolskie)
8. Ogrody Przelewice – Zachodniopomorskie Centrum Kultury Obszarów Wiejskich i Edukacji Ekologicznej, Przelewice 17, 74-210 Przelewice, Gmina Pyrzyce (zachodniopomorskie)
9. Ogród Dendrologiczny w Orlu, Orle 35, 83-420 Liniewo (pomorskie)
10. Ogród Dendrologiczny Uniwersytetu Przyrodniczego w Poznaniu, ul. Wojska Polskiego 71 D, 60-625 Poznań (wielkopolskie)
11. Ogród Botaniczny w Łodzi, ul. Krzemieniecka 36/38, 94-303 Łódź (łódzkie)
12. Ogród Botaniczny Uniwersytetu Zielonogórskiego, ul. Botaniczna 50a, 65-392 Zielona Góra (lubuskie)
13. Ogród Botaniczny Uniwersytetu Wrocławskiego, ul. Henryka Sienkiewicza 23, 50-335 Wrocław (dolnośląskie)
14. Arboretum Wojsławice- Ogród Botaniczny Uniwersytetu Wrocławskiego, Wojsławice 2, 58–230 Niemcza (dolnośląskie)
15. Ogród Botaniczny Uniwersytetu Warszawskiego Al. Ujazdowskie 4, 00-478 Warszawa (mazowieckie)
16. Ogród Botaniczny Uniwersytetu Marii Curie-Skłodowskiej w Lublinie, ul. Sławinkowska 3, 20-810 Lublin (lubelskie)
17. Ogród Botaniczny Uniwersytetu Kazimierza Wielkiego w Bydgoszczy, ul. Chodkiewicza 30, 85-064 Bydgoszcz (kujawsko-pomorskie)
18. Ogród Botaniczny Uniwersytetu Jagiellońskiego ul. Kopernika 27, 31-501 Kraków (małopolskie)
19. Ogród Botaniczny Uniwersytetu im. Adama Mickiewicza w Poznaniu, ul. Dąbrowskiego 165, 60-594 Poznań (wielkopolskie)
20. Ogród Botaniczny Leśnego Parku Kultury i Wypoczynku „Myślęcinek”, ul. Gdańska 173-175, 85-674 Bydgoszcz (kujawsko-pomorskie)
21. Ogród Botaniczny Instytutu Hodowli i Aklimatyzacji Roślin – Państwowy Instytut Badawczy w Bydgoszczy, ul. Jeździecka 5, 85-687 Bydgoszcz (kujawsko-pomorskie)
22. Ogród Botaniczny Geonatura Kielce, ul. Jagiellońska 78 25-734 Kielce (świętokrzyskie)
23. Miejski Ogród Botaniczny w Zabrzu, ul. Piłsudskiego 60, 41-800 Zabrze (śląskie)
24. Leśny Ogród Botaniczny „Marszewo”, ul. Marszewska 5, 81-081 Gdynia (pomorskie)
25. Leśne Arboretum Warmii i Mazur przy Nadleśnictwie Kudypy, Kudypy 4, 11-036 Gietrzwałd (warmińsko-mazurskie)
26. Górski Ogród Botaniczny Instytutu Ochrony Przyrody PAN, ul. Antałówka 7, 34-500 Zakopane (małopolskie)
27. Gołubieński Ogród Botaniczny w Kaszubskim Parku Krajobrazowym, ul. Botaniczna 21, 83-316 Gołubie (pomorskie)
28. Arboretum Wirty przy Nadleśnictwie Kaliska, ul. Długa 64, 83-260 Kaliska (pomorskie)
29. Arboretum SGGW w Rogowie, ul. Leśna 1, 96-135 Rogów (łódzkie)
30. Arboretum przy Nadleśnictwie Marcule, ul. Marcule 1, 27-100 Iłża (mazowieckie)
31. Arboretum Leśne w Zielonce, Zielonka 6, 62-095 Murowana Goślina (wielkopolskie)
32. Arboretum Leśne im. Prof. S. Białoboka w Stradomii przy Nadleśnictwie Syców, ul. Leśna 6, 56-504 Dziadowa Kłoda (dolnośląskie)
33. Arboretum Kórnickiego Instytutu Dendrologii PAN, ul. Parkowa 5, 62-035 Kórnik (wielkopolskie)
34. Arboretum Karnieszewice, ul. Trawica 8a, 76-004 Sianów (zachodniopomorskie)
35. Arboretum i Zakład Fizjografii w Bolestraszycach, Bolestraszyce 130, 37-722 Wyszatyce (podkarpackie)
36. Arboretum Bramy Morawskiej, ul. Markowicka 17, 47-400 Racibórz (śląskie)
37. Ogród Botaniczny Instytutu Biologii Doświadczalnej im. M. Nenckiego PAN w Mikołajkach, ul. Leśna 13, 11-730 Mikołajki (warmińsko-mazurskie)
38. Ogród Botaniczny w Niegoszczy, ul. Niegoszcz 25A, 76-032 Mielno (zachodniopomorskie)
39. Ogród Dendrologiczny w Glinnej, ul. 1 Maja 4 74-100 Gryfino (zachodniopomorskie)
40. Arboretum Leśne w Nadleśnictwie Janów Lubelski, ul. Bławatkowa 10, 23-300 Janów Lubelski (lubelskie)
41. Egzotarium Ogród Botaniczny, ul. Marszałka J. Piłsudzkiego 116, 41-200 Sosnowiec (śląskie)